# 天阴四
天阴四，即白羊座δ （δ Ari，拜耳命名法）或白羊座57（佛兰斯蒂德命名法），是一颗位于白羊座的恒星，距离地球168光年。
天阴四的视星等为+4.35，它是一颗K型橙色巨星，直径是太阳的13倍。
白羊座δ在中国星官系统中属于西方白虎七宿中昴宿的星官天阴第四星，因此被称为天阴四
，同时它也是天阴增星的第六星，故亦可称为天阴增六。在西方的传统名为Botein，来自于阿拉伯语بطين，意思为“腹部”。有时候这个名字也和白羊座ζ、白羊座ε、白羊座π和白羊座ρ3一起并称。